# The Voice of Italy
The Voice of Italy (En español: La Voz de Italia) es un formato televisivo de talento musical, originario en Países Bajos y se ha convertido en un fenómeno mundial el cual se ha estrenado en más de 20 países del Continente Europeo. En "The Voice of Italy" se buscan a italianos con un increíble talento vocal, que para demostrarlo, están cuatro grandes estrellas de la música que se encargarán de encontrar y entrenar a la siguiente Gran Voz de Italia.
Lo que le apuesta en la versión italiana, es que los participantes serán únicamente juzgados por su voz. No importara la edad, el aspecto físico o el tipo o género musical, Solo será necesario tener la voz que transmita la magia que la música tiene. Está basado en el Talent show The Voice. La ganadora de la temporada 1 fue Elhaida Dani y la ganadora de la temporada 2 fue Suor Cristina Scuccia.

## Etapas
Para este concurso de canto se manejan tres importantes etapas con las cuales se busca y formando y puliendo la que será la mejor voz del país

### Etapa 1: Las audiciones a ciegas
Esta es la primera etapa los cuatro entrenadores estarán de espaldas a los participantes y se guiarán únicamente por su voz. Si la voz del concursante conquista al entrenador, este oprime un botón que hará girar la silla en la que el experto se encuentra y quedará de frente al participante. De esta manera demostrará que desea que este participante forme parte de su equipo. Si más de un entrenador oprime el botón, el participante tendrá la opción de decidir con cual de los entrenadores quiere entrenarse en esta competencia; pero si un entrenador es el único que oprime el botón, automáticamente, el concursante se va a su equipo. Si ninguno de los entrenadores oprime el botón, significa que el participante no ha sido seleccionado.

### Etapa 2: Las batallas
Los entrenadores Debieron enfrentar a dos de sus integrantes los cuales cantaron en un ring. Al final cada entrenador tomaba la decisión de eliminar a uno de ellos, quien abandonaba la competencia. En esta fase los entrenadores son asesorados por otros cantantes.

### Etapa 3: Shows en vivo
Cada concursante deberá cantar para los entrenadores. Al final del programa, cada entrenador estará en la obligación de elegir a los salvados de su equipo. La eliminación consta de los dos nominados en riesgo de cada semana, el público deberá salvar a unos de los nominados y los otros dos cantaran la canción con la que se presentaron en el show. El entrenador elegirá el eliminado. Cuando el equipo es reducido a 3, el entrenador anuncia quien se va a la siguiente ronda, donde el concursante espera a que el público elija de los dos nominados que quedaron, ya que entre el y el que quede, se enfrentan para representar al entrenador, ya que en cada equipo, solo habrá uno para el final.

## Temporadas
| Temporada | Temporada     | Conductores                                 | Emisión                                  | Ganador(a)            | Espectadores | Participantes |
| --------- | ------------- | ------------------------------------------- | ---------------------------------------- | --------------------- | ------------ | ------------- |
| 1         | 1.ª temporada | Fabio Troiano Carolina Di Domenico          | 7 de marzo de 2013 30 de mayo de 2013    | Elhaida Dani          | 3.304.000    | 64            |
| 2         | 2.° Temporada | Federico Russo Valentina Correani           | 12 de marzo de 2014 5 de junio de 2014   | Suor Cristina Scuccia | 3.208.000    | 64            |
| 3         | 3.° Temporada | Federico Russo Valentina Correani           | 25 de febrero de 2015 27 de mayo de 2015 | Fabio Curto           | 2.663.000    | 64            |
| 4         | 4.° Temporada | Federico Russo Alessandra "Angelina" Angeli | 17 de febrero de 2016 23 de mayo de 2016 | Alice Paba            | 2.290.000    | 84            |
| 5         | 5.° Temporada | Costantino della Gherardesca                | 22 de marzo de 2018 10 de mayo de 2018   | Maryam Tancredi       | 2.103.000    | 48            |
| 6         | 6.° Temporada | Simona Ventura                              | 23 de abril de 2019 4 de junio de 2019   | Carmen Pierri         | 2.050.000    | 56            |

## Coaches
| Temporada | Coaches         | Coaches                      | Coaches            | Coaches        | Coaches |
| --------- | --------------- | ---------------------------- | ------------------ | -------------- | ------- |
| 1         | Piero Pelú      | Raffaella Carrà              | Riccardo Cocciante | Noemí          |         |
| 2         | Piero Pelú      | Raffaella Carrà              | J-Ax               | Noemí          |         |
| 3         | Piero Pelú      | Roby & Francesco Facchinetti | J-Ax               | Noemí          |         |
| 4         | Emis Killa      | Raffaella Carrá              | Max Pezzali        | Dolcenera      |         |
| 5         | Francesco Renga | Cristina Scabbia             | Al Bano            | J-Ax           |         |
| 6         | Morgan          | Elettra Lamborghini          | Gué Pequeño        | Gigi D'Alessio |         |